# Вулиця Дорошенка (Львів)
Ву́лиця Петра́ Дороше́нка — одна з центральних вулиць міста Львова у Галицькому районі. Сполучає проспект Свободи з вулицею Степана Бандери, утворюючи перехрестя з вулицями Словацького, Бібліотечною та площею Шашкевича. Прилучаються вулиці Банківська, Костюшка та Каменярів.

## Назва
- початок XVI — XVI століття — Мікульчинська, оскільки того часу ця дорога вела до маєтку пані Мікулинської, розташованого у верхній частині сучасної вулиці Дорошенка;
- XVI століття — 1535 — Міхелькунчовська;
- 1535 — 1871 — Сикстуська або Сікстускенґассе, на честь Еразма Сикста, доктора медицини, відомої постаті середньовічного Львова, його фільварок був біля костелу святої Марії Магдалени;
- 1871 — 1938 — Сикстуська;
- 1938 — 1941 — Оборони Львова (верхня частина);
- 1938 — 1940 — Сикстуська (нижня частина);
- 1940 — серпень 1941 — Жовтнева, на честь жовтневої революції (перевороту) 1917 року;
- серпень — листопад 1941 — Сикстуська;
- листопад 1941 — липень 1944 — Сикстусштрассе;
- липень — грудень 1944 — Сикстуська;
- грудень 1944 — 1992 — Жовтнева;
- з 1992 — Петра Дорошенка, на честь гетьмана Петра Дорошенка, визначного українського військового, політичного та державного діяча.[8][9]

## Історія
Історія вулиці Дорошенка починається з 1470 року. У документах того часу згадується якийсь «лан Зиндріха». Це була ділянка землі у верхній частині вулиці, яка належала пані Мікулинській, або Мікулині. Дорога, що вела до цього маєтку, й послужила основою теперішньої Дорошенка.

Із 1535 вулиця існує як Сикстуська або Сікстускенґассе. Назва походить від прізвища Еразма Сикста, доктора медицини, відомої постаті середньовічного Львова, його фільварок був біля костелу Святої Марії Магдалени. Вулиця називалася Сикстуською незмінно з 1871 року. Перед другою світовою війною, у 1938 році, її ділянка від Головної пошти до вулиці Леона Сапєги (сучасна Степана Бандери) отримала назву Оборони Львова.

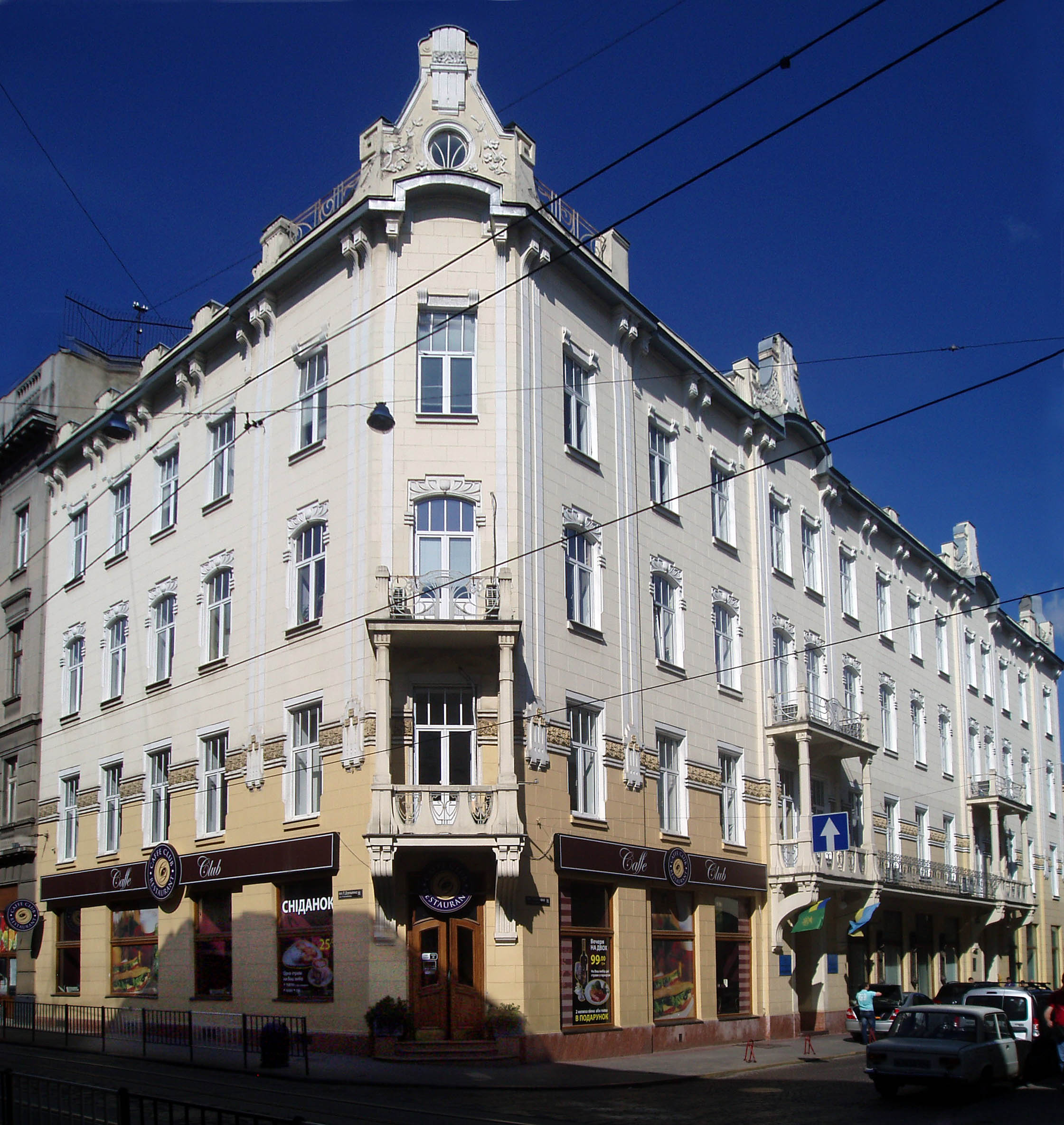
Наріжний будинок на вулиці Дорошенка, 20 та вулиці Костюшка, 1 у Львові

У грудні 1940 року вулиця отримала назву Жовтнева. Ще і зафіксовано такий факт: коли в 1944 році було проведено часткове перейменування вулиць, Жовтневої в списках не було.
У верхній частині вулиці в XVII столітті були побудовані арсенал Сенявських і монастир домініканок з костелом Святої Магдалени, які утворили фортифікаційну ділянку на захід від міських укріплень. У XVIII столітті верхня частина вулиці належала князю Августу Чарториському: тут розташовувався його палац, у якому в листопаді 1792 року зупинявся Тадеуш Костюшко. Від давніх володінь князя Чарториського залишився тільки арсенал Сенявських, збудований 1639 року відомим інженером-фортифікатором П. Ґродзицьким. На початку XIX століття споруду придбала родина Баворовських. Наприкінці століття граф Віктор Баворовський розмістив у давньому арсеналі свою унікальну бібліотеку та колекцію мистецтва, нині тут є відділ мистецтв [[[Львівська національна наукова бібліотека України імені Василя Стефаника|львівської національної наукової бібліотеки України імені Василя Стефаника НАН України]].
До кінця XVIII століття нижню частину вулиці займали багнисті місця і болота, де львів'яни полювали на диких качок. Ці ділянки почали швидко забудовуватися в середині XIX століття після знесення міських стін та формування майбутніх площі Міцкевича та проспекту Свободи.
У XIX столітті верхня частина Сікстуської вважалася далекою від міста, сюди приїжджали на відпочинок. Велика ділянка землі непарної сторони вулиці разом із садом займав костел і монастир домініканок, а після ліквідації ордену в 1792 році цю нерухомість посіла греко-католицька духовна семінарія.

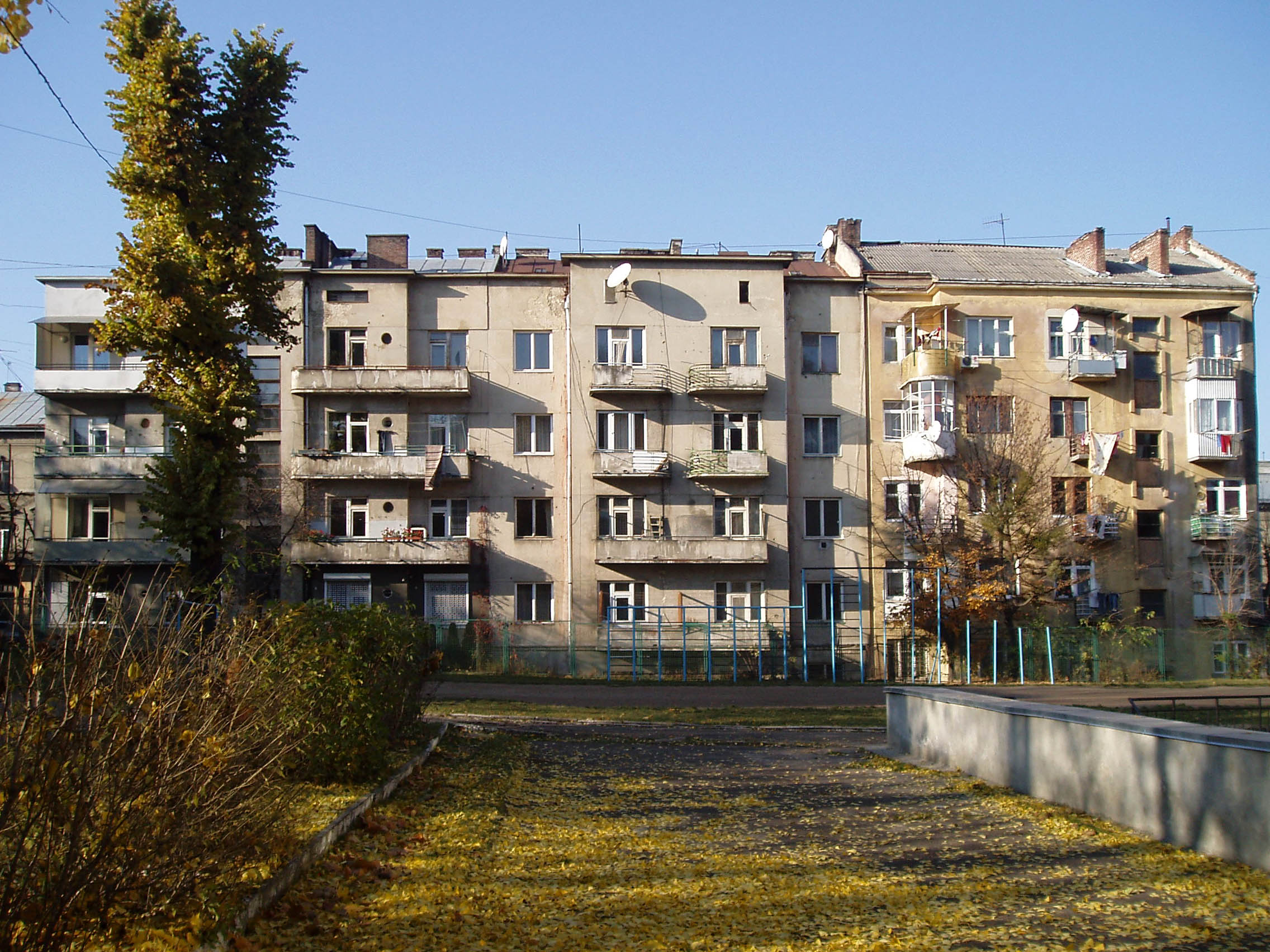
Комплекс будинків на вулиці Дорошенка, 45,47,49 у Львові

Частину цієї ділянки у 1890 році зайняли будівля Головпоштамту та новий будинок семінарії. Вдало були виконані житлові будинки № 45-61 (архітектор Якуб Менкер) та № 60-71 (архітектор Вітольд Мінкевич), які утворили лінію одностильових будинків з яскравими індивідуальними рисами. Комфортабельність цих будинків (зручне планування, висота стелі, співвідношення житлової і функціональної площі) зумовило те, що після остаточного приєднання Львова до УРСР у 1944 році значну частину житла тут зайняли обласні керівники високого рангу.
У 1894 році по нижній частині Сікстуській проклали лінію електричного трамваю від залізничного вокзалу до Гетьманських валів, звідки вона розгалужувалася до Галицької крайової виставки на Софіївці та через площу Ринок на Личаків.
До 1939 року на вулиці Сікстуской перебувало кілька польських видавництв і редакцій газет: офіційні газети «Wiadomości Gminne», «Gazeta kościelna» і «Głos prawa», газети «Wschód», «Zorza nowa».
Під час другої світової війни дві будівлі в нижній частині вулиці були зруйновані через бомбардування. Ділянка, що звільнилася, стояла пусткою, частково була зайнята будівлею — «пеналом» офісної будівлі, де розташовані служби Львівської філії АТ «Укртелеком» та трамвайної зупинкою. За радянських часів у верхній частині вулиці було побудовано також будівлю Львівського медичного училища.
Досі зберігається привабливість запрограмованого архітекторами європейського рівня комфорту — і вважались ці помешкання чи не найпрестижнішими та найбільш комфортними. Понині надалі їхня ціна залишається досить високою.

## В літературі
У романі сучасної української письменниці Ганни Медвідь «Маґда, батькова дочка» єдиною точною географічною локацією можна вважати кафе на вулиці Жовтневій (радянська назва вулиці Дорошенка):
|  | Зимового вечора, сидячи в маленькому затишному кафе на вулиці Жовтневій, Микола дивився на мене якось особливо. |

## Будинки

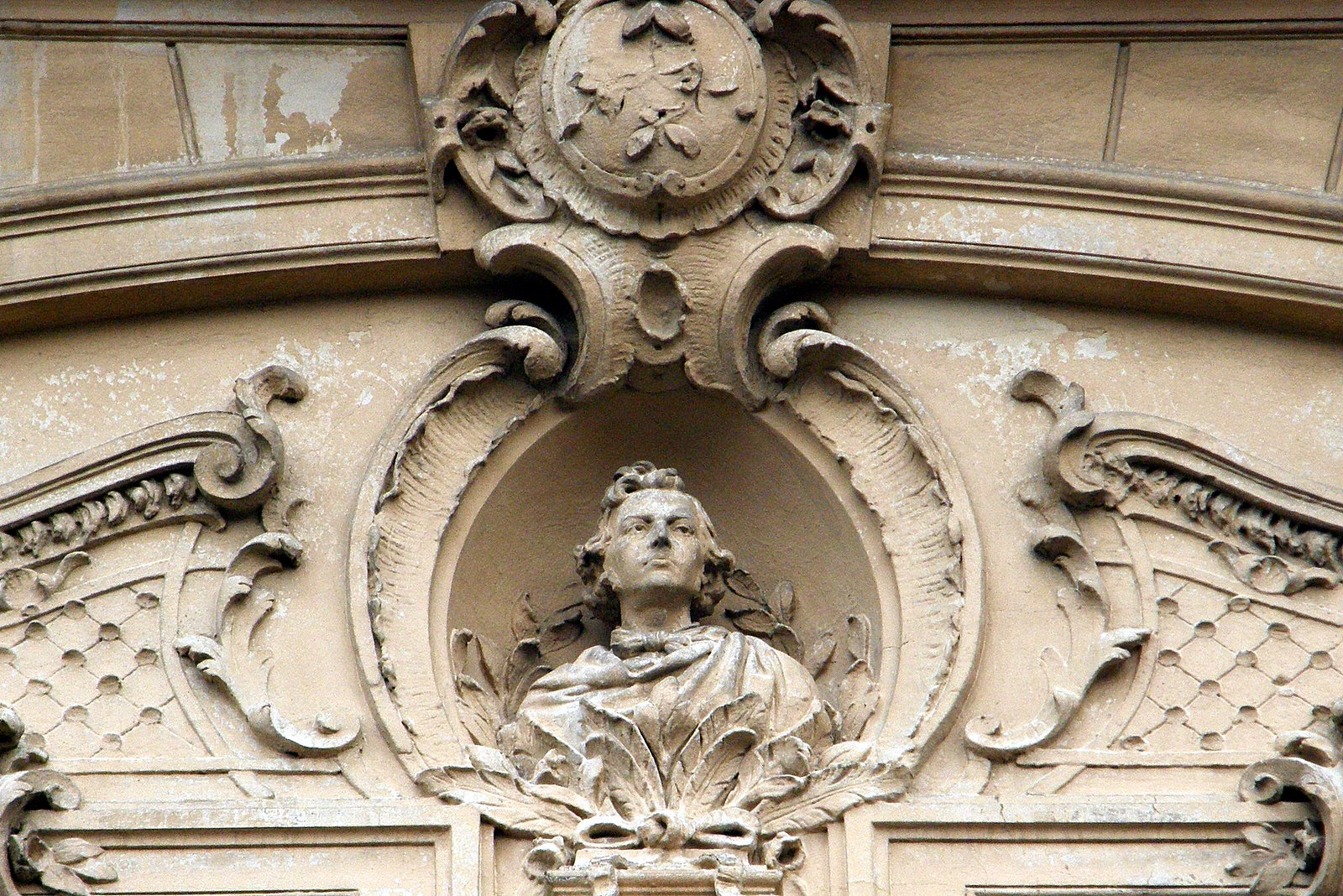
«Дім Шопена»

- № 1 — житловий триповерховий будинок з торговими приміщеннями (магазинами) на першому поверсі. Пам'ятка архітектури місцевого значення під охоронним № 88-м[4].
- За брамою кам'яниці № 6 починався колишній Пасаж Гаусмана (тепер це проїзд Крива Липа).
- № 7 — Кам'яниця, збудована у 1914 році за проєктом архітектора Юзефа Авіна, майже позбавлена зовнішнього оздоблення, віщуючи прихід у наступних десятиріччях епохи функціоналізму.
- № 9 — Одна з перших львівських сецесійних кам'яниць збудована за проєктом Альфреда Захаревича або Івана Левинського для Германа Бака у 1899—1900 роках. За проєктом 1927 року. надбудовано третій поверх. Тут внизу була відома за радянських часів кнайпа «Рубці по-львівськи». Сюди приходили поласувати «львівською екзотикою» — флячками. Потім її переобладнали на популярний бар «Гарячі бутерброди», який весною 2008 року закрився.

- № 11 — «Дім Шопена», споруджений у 1898 році для Сабіни Гершелес за проєктом архітектора Карела Боубліка. Будинок прикрашає погруддя Фридерика Шопена (автор ймовірно скульптор Броніслав Солтис[11]), що було не лише виразом уподобань власників кам'яниці, але й своєрідною рекламою фірми фортепіано та музичних інструментів Гошелеса. Навпроти був теж великий магазин музичних інструментів який провадила фірма Йозефа Векслера. Цій фірмі належали теж музичні магазини на центральних вулицях Кракова і Варшави. А в попередній кам'яниці, на місці якої збудували «Дім Шопена», у 1843 році був перший у Львові салон фотографії (дагеротипії) Йосифа Польмана.

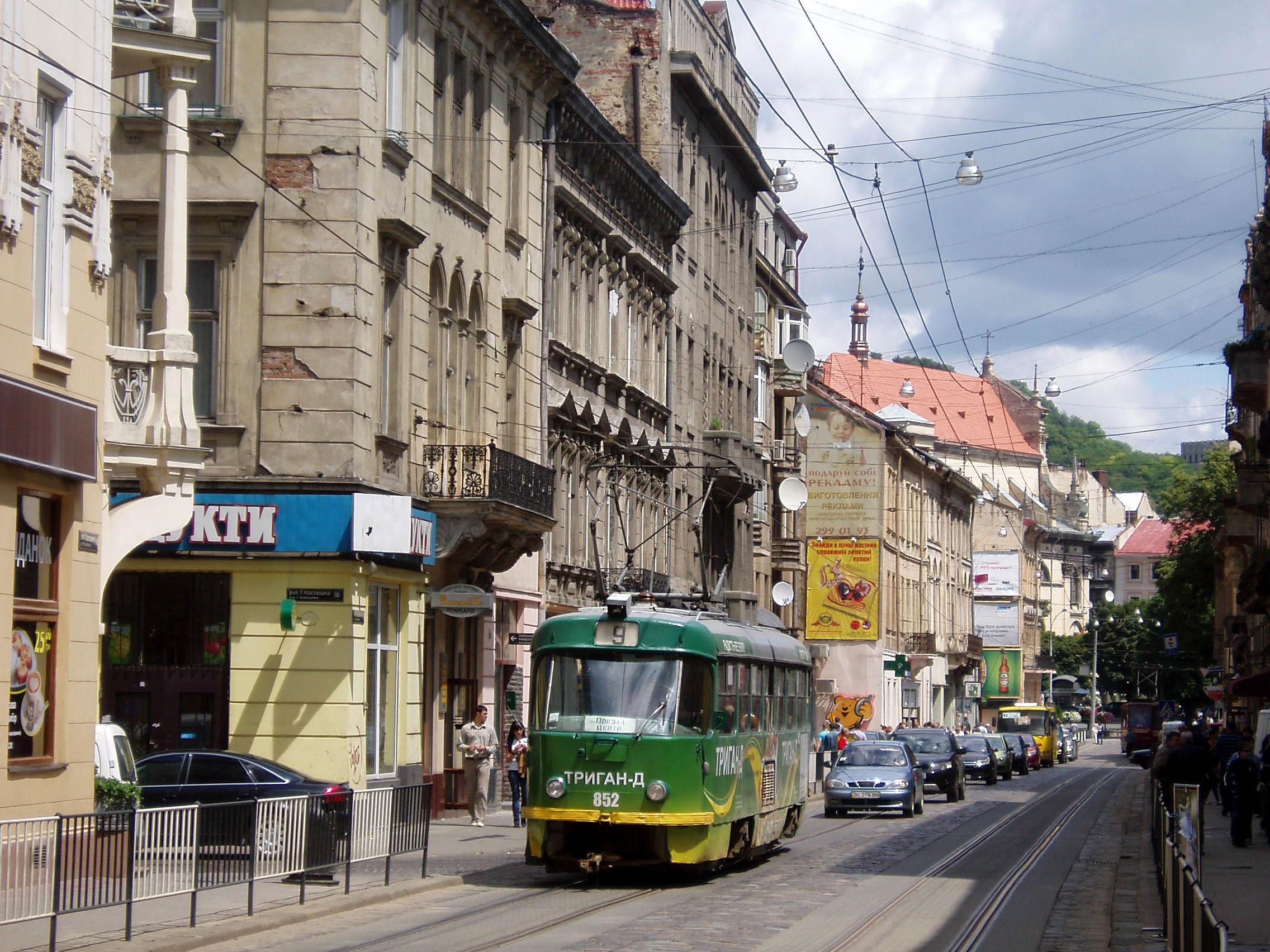

- № 13 — триповерховий житловий будинок на розі з вулицею Банківською. У 1886 році проведена реконструкція будинку з надбудовою третього поверху за проєктом архітектора Ігнатія Віняжа[12].
- № 14 — житловий будинок, побудований у 1911—1912 роках для адвоката Адольфа Менкеса за проєктом 1911 року архітектора Генрика Сальвера. Статичний розрахунок конструкцій у 1912 році виконав архітектор Юзеф Авін, скульптурний декор — Зигмунт Курчинський. За Польщі тут працювала крамниця ювелірних виробів і годинників та купівля золота, срібла та дорогоцінних каменів Генрика Ґуттермана[13]. У 1940-1950-х роках тут містилася бібліотека Академії наук УРСР[14]. У 2019 році у межах програми співфінансування реставрації історичних дверей і брам між Львівською міською радою та мешканцями, цього для будинку виготовлено нову браму, за проєктом розробленим спільно архітекторами ЛКП «Археологічно-архітектурна служба м. Львова» та майстром-реставратором Ростиславом Малецьким. Нова брама встановлена на місці неавтентичної брами, що була виготовлена у радянський період на заміну автентичній[15].
- № 15 — наріжний житловий будинок з вулицею Банківською, у периметральній забудові вулиці. Кам'яниця збудована для Юзефа Гаусмана у 1906—1907 роках за проєктом архітектора Зиґмунта Кендзєрського та Міхала Уляма, в деяких публікаціях автором проєкту зазначають архітектора Тадея Обмінського. На першому поверсі будівлі містились популярна кав'ярня «Сан-Сусі» та крамниця галантереї братів Пастернаків.[16] Яскравий приклад львівської житлової архітектури початку XX століття, одна з найкращих сецесійних будівель міста.
- № 16 — житловий будинок у периметральній забудові вулиці збудований у 1890-х роках. Автор проєкту невідомий. В будинку мешкав у 1910—1912 роках відомий єврейський художник Вільгельм Вахтель.
- № 17 — житловий будинок у периметральній забудові вулиці збудований  1895 року. Автор проєкту невідомий. Власником будинку від 1905 року був відомий політик Давид Абрагамович (у 1907—1909 роках — міністр справ Галичини). В будинку мешкав також відомий колекціонер та охоронець львівського історичного музею Станіслав Заревич.
- № 19 — будинок збудували у 1909 році у необароковому стилі з елементами модерну за проєктом Володимира Підгородецького для банкіра Едварда Ландау. Шість скульптур із штучного каменю на фасаді виконав скульптор Петро Війтович. Це алегоричні зображення «Війни», «Миру», «Науки», «Мистецтва», «Праці» і «Торгівлі». Авторство Війтовича встановлене завдяки обстеженню, проведеному у 1990-х роках. Попередній будинок на цьому місці був споруджений 1888 року за проєктом Якуба Кроха[17]. У 1940-1950-х роках тут містилася типографія львівської залізниці[18].

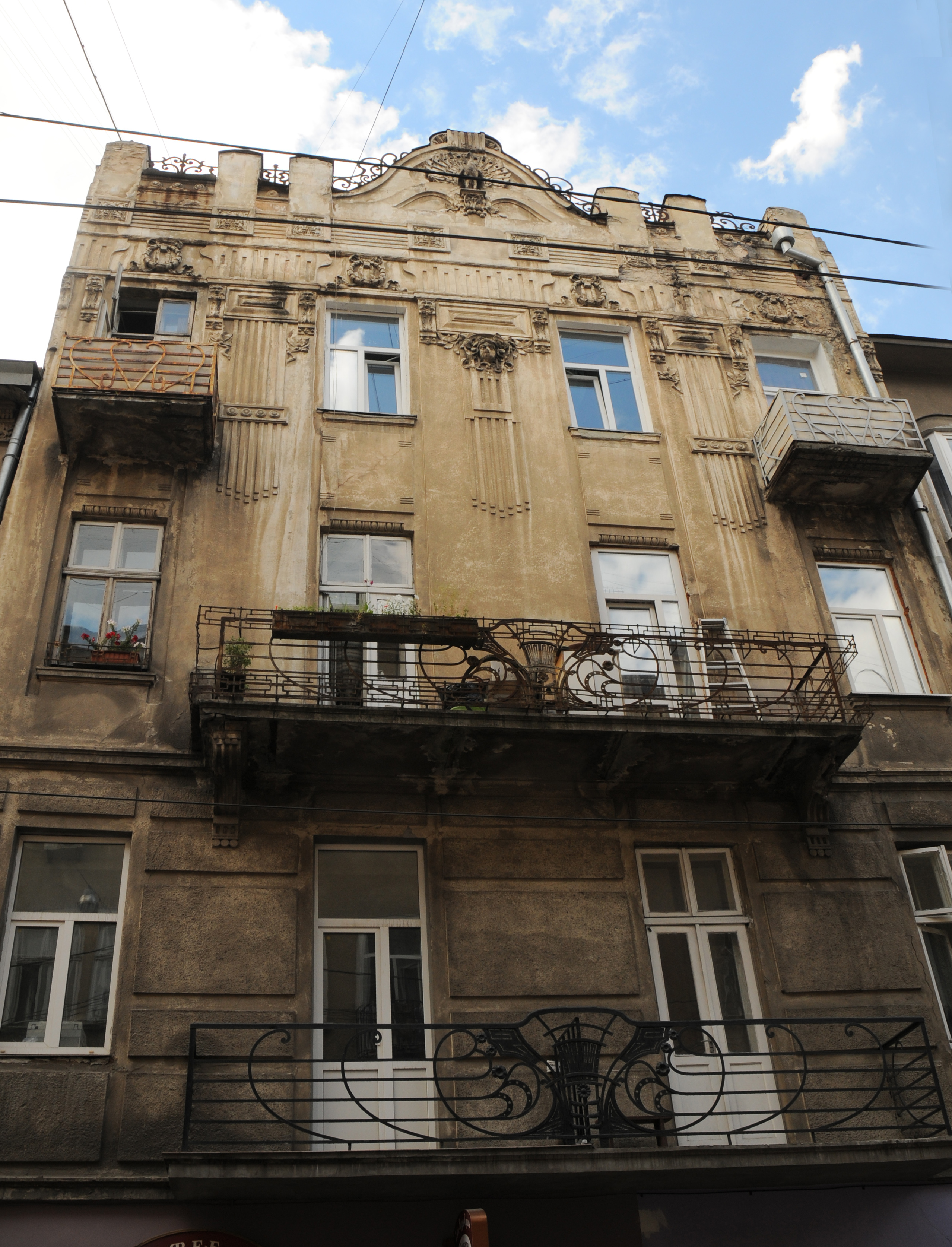

- На розі вулиць Дорошенка № 20 та Костюшка, 1 розташована сецесійна будівля колишнього готелю — «Народна Гостиниця». Його збудували у 1904—1906 роках за проєктом архітектора Тадея Обмінського.
- № 22 — житловий будинок у периметральній забудові вулиці збудований 1927 році, з незначним відступом від червоної лінії. Побудований за проєктом 1925 року архітектора Соломона Кайля для Бернарда Тайна. За проєктом архітектора Юзефа Авіна надбудований четвертий поверх.
- № 23 — житловий будинок в периметральній забудові вулиці збудований 1846 року. Будинок перебудований за проєктом 1889 року. Портал входу частково зберіг декоративне оздоблення з часу побудови будинку. У 1894 році проведено реконструкцію склепових порталів за проєктом архітектора Альфреда Каменобродського. Наступна реконструкція склепових порталів відбулася у 1936 році за проєктом архітектора Антонія Графа. У старому будинку, який стояв на цьому місці, від 1843 року працювало одне з перших львівських львівських фотоательє майстра дагеротипів, хіміка та рисувальника Юзефа Польмана. У той самий час тут була розташована Головна пошта, що функціонувала до побудови у 1887—1889 роках теперішньої споруди Головного поштамту на вулиці Словацького, 1. У 1907—1939 роках на першому поверсі будинку містилися склад та крамниця керамічної фабрики кахлів «Мунд та брати», що виготовляла кахлі та облицювальні плитки для оздоблення багатьох кам'яниць Львова[19]. Від початку 1950-х років на першому поверсі містився обласний архів та бюро записів актів цивільного стану Ленінського району міста[20], тепер — обласний відділ державної реєстрації актів цивільного стану[21] та архівний відділ виконавчого комітету ЛМР[22]. Після другої світової війни в будинку розташувалося Прикарпатсько-закарпатське відділення науково-дослідного інституту рибного господарства, а також містилося ательє мод 1-го розряду[23] та працював фотосалон львівського обласного відділу республіканського тресту «Укрфото»[24].
- № 26 — будинок, побудований 1926 року за проєктом архітектора Євгена Червінського для «Польської акційної телефонної спілки», де за радянських часів розташували АТС—72. У 1970-х роках від вулиці Юрія Дрогобича споруджене триповерхове приміщення для потреб АТС, де крім ЛАЦу, техприміщень станції, розташували також й інформаційно-довідкову службу львівської МТМ (тепер Львівської філії АТ «Укртелеком»), а на вулиці Дорошенка, 26, розташований центр обслуговування споживачів Львівської філії АТ «Укртелеком». У 2021 році центр обслуговування споживачів АТ «Укртелеком» перенесений на вул. Дорошенка, 43, а будинок на вул. Дорошенка, 26, виставлений на продаж.
- № 28 — триповерховий житловий будинок. На першому поверсі будинку розташовані магазини, зокрема, до середини 2000-х років там містилася філателістична крамниця (нині — магазин «Все від гривні»), а також продуктова крамниця.
- № 29 — житловий будинок у периметральній забудові вулиці. Побудований в 1899—1900 роках за проєктом архітектора Івана Левинського для Зигмунта Райнгольда на місці старішого триповерхового будинку з 1826 року, зведеного за проєктом архітектора Юзефа Землера. Проєкт пристосування офіцин виконаний архітектором Філемоном Левицьким. У 1932 році реконструйовано балкони на першому і другому поверхах. Характерний приклад львівської житлової архітектури кінця XIX століття. За Польщі тут містилася винярня «Італія» Карла Перантоні[25]. Тут від радянських часів працює ательє хутряних виробів.
- № 30 — житловий будинок, споруджений у 1936 році за проєктом Фердинанда Касслера у стилі функціоналізму[26] на замовлення Озіаша Грюсса[27]. Тут була розташована єврейська народна школа «Mitet»[28], а також містився склад графічних фарб та лаків торуньської фабрики «Атра»[16].
- № 31 — житловий триповерховий будинок, збудований у 1873 році в стилі історизму для Арона Філіпа. За проєктом архітектора Альфреда Каменобродського у 1890 році добудована триповерхова прибудова. У 1920—1934 роках власником будинку був Якуб Ландау. 1934 року проведена реконструкція склепових порталів  за проєктом архітектора Януша Графа. У 1935—1936 роках проєкт реконструкції склепових порталів виконав архітектор Саломон Кайль. Відомо, що в цьому будинку був магазин фірми «D. Frushtman» (1911) та цукерня «Lebrose»[29]. До 2020 року на першому поверсі будинку міститься інформаційний центр ПАТ «Львівгаз».
- № 32 — чотириповерховий житловий будинок, споруджений у 1907—1908 роках за проєктом архітектора Артура Шлеєна у стилі орнаментального модерну.[30] У 1933—1934 роках за проєктом архітектора Генрика Зандіга проведено реконструкцію порталів магазинів. До 1939 року в будинку працювала художня друкарня «Ars»[31].
- № 33 — житловий будинок. У 1906—1908 роках в будинку містилася філія фотоательє «Геліос» Ірени Мєчковської, головний офіс ательє містився в будинку на вул. Асника, 4 (нині — вул. Богомольця)[32].
- № 34 — триповерховий житловий будинок, споруджений у 1908 році у стилі модерну з елементами неокласицизму. 1936 року за проєктом архітектора Антонія Ґрафа реконструйовано перший поверх будинку[33].
- № 36 — триповерховий житловий будинок (колишня адреса — вул. Словацького, 12)[34], перший поверх якого за Польщі займала аптека «Під Фемідою», заснована 1901 року Фредериком Девехою, у радянські часи — аптека № 33, а 1996 року аптеці повернена історична назва — «Під Фемідою»[35]. 2015 року приміщення аптеки продане приватним підприємцям, які 2017 року відкрили там магазин жіночої білизни «Victoria's secret»[36].
- № 37 — В будинку, збудованому у 1892—1894 роках за проєктом Яна Томаша Кудельського для фабриканта горілок та лікерів Леопольда Бачевського, знаходилась редакція часопису «Всхуд» («Wschód»), а також кав'ярня «Максим», яку ще називали шинком Самуеля Менашеса. Тут теж були представництва корабельних компаній «Cunard Line» та «White Star Line», яким подорожували до Америки галицькі емігранти. В цьому будинку мешкав до своєї смерті у 1903 році архітектор львівського Великого міського театру Зиґмунт Ґорґолевський.
- № 39 (інша адреса — вул. Словацького, 1) — будівля львівської головної пошти, що стала у листопаді 1918 року місцем героїчної оборони Української Галицької армії проти наступу поляків<[37]. Будинок реконструйовано у 1923 році за спільним проєктом архітекторів Євгена Червінського та Альфреда Захаревича[38]. Від радянських часів в цій частині будинку діяв міжміський телефонний переговорний пункт[39].
- № 41 — Нові корпуси Греко-католицької духовної семінарії збудовані у 1889 році за проєктом Сильвестра Гавришкевича, нині ці будівлі займає географічний факультет Львівського національного університету імені Івана Франка. 2016 року під час ремонту в одній з аудиторій під шаром тиньку знайдено фреску із зображенням голуба в синьому колі. Фрески, ймовірно, є і в інших приміщеннях.[40]
- № 43 — будівля, яку нині займають служби Львівської філії АТ «Укртелеком». Споруджена у 1970 роках. Проєкт створений 1967 року у київській філії інституту «Діпрозв'язок». Архітектори В. Дубок, В. Мазепа, інженер І. Таубін[41].
- № 45 — п'ятиповерховий житловий будинок, збудований 1938 року за проєктом архітектора Саломона Кайля у стилі функціоналізму на замовлення Юзефа Мінцера[42]. На першому поверсі нині розташований заклад швидкого харчування — хот-дог бар «Добрий пес». Також цю адресу має кав'ярня «Альтернативна кава», що розташована біля трамвайної зупинки між вулицями Петра Дорошенка та Миколая Коперника.
- № 47 — будинок збудований 1936 року за проєктом архітектора Генрика Зандіга, на замовлення Юзефа та Станіслави Раухів. З приходом радянської влади у будинок заселилася комуністична еліта, оскільки цей район вважався престижним у Львові.
- № 48 — сюди, як то кажуть у Галичині, на «кавалєрку» (залицяння) приходили не хто інші як Лев Шепарович, Андрій Мельник та Євген Коновалець. Останні двоє в стануть співзасновниками Української Військової Організації та майбутні голови ОУН. Саме тут мешкав Степан Федак, дочки якого Ольга та Софія стануть дружинами відповідно Євгена Коновальця та Андрія Мельника[43].
- № 50 — в цьому будинку у 1941—1943 роках мешкала легендарна розвідниця ОУН Марта Чорна-Медея, яка трагічно загинула у перестрілці з гестапівцями 23 травня 1943 року. Про це сповіщає художньо-меморіальна таблиця встановлена на фасаді будинку 14 жовтня 2003 року. Автором бронзової таблиці є скульптор Роман Романович[44].
- № 51, 53, 55, 57, 59 — жилові будинки у стилі функціоналізму, збудовані у 1934—1937 роках за проєктами архітекторів Ришарда Гермеліна, Якуба Менкера, Генрика Зандіга, Саломона Кайля[45].
- № 54 — триповерхова кам'яниця споруджена у 1885–1886 роках за спільним проєктом архітекторів Міхала Ковальчука та Івана Левинського на замовлення Францішека та Теклі Кучинських. 1897 року Кучинські продали свою кам'яницю Альфреду та Гелені Дзіковським. У статусі домовласників Дзіковські перебували лише кілька років: за договором купівлі-продажу від 30 жовтня 1903 року будинок за цією набув лікар Владислав Лечинський. 15 червня 1909 року спадкоємці Лечинського продали будинок Лідії Доміцеллі Мюнц. У другій половині 1909 року на замовлення нової власниці будівничий Саломон Рімер реалізував проєкт добудови офіцини (флігеля), облаштувавши на північній межі ділянки допоміжні сходи, а на місці старої сходової клітки — кімнатки для прислуги[46].
- № 63. Львівська державна хореографічна школа, заснована у серпні 1957 року.
- № 64. Прибутковий дім, зведений 1881 року за проєктом архітектора Альбіна Загурського[47]. У цьому будинку мешкав архітектор Альфред Позняк[48].
- № 70 — у 1940-х-1950-х роках тут діяла львівська фельдшерсько-акушерська школа. [49] З метою покращення середньої медичної освіти в Україні у липні 1954 року середні медичні школи реорганізовано у медичні училища. З початку 1955 року медичне училище стає базовим середнім медичним навчальним закладом на Львівщині, у жовтні 1955 року до нього приєднали Львівське медичне училище № 3. Училище почало свою діяльність, маючи профілі: фельдшерський, акушерський, фельдшерсько-лаборантський, санітарно-фельдшерський, медсестринський; у 1963 році відкрито фармацевтичне, у 1975 році зуботехнічне відділення. У 1970 році зданий в експлуатацію чотириповерховий навчальний корпус, де розташовані п’ятнадцять аудиторій, двадцять один кабінет, двадцять п'ять лабораторій, бібліотека з читальним залом, спортивний зал. 24 березня 1993 року Львівському медичному училищу рішенням Міжгалузевої акредитаційної комісії Міністерства освіти України надано статусу медичного коледжу з правом здійснення освітньої діяльності за I—II освітньо-кваліфікаційними рівнями (з підготовки молодших спеціалістів і бакалаврів). 26 липня 2001 року Львівському державному медичному коледжу присвоєно ім'я першого ректора Андрея Крупинського. 30 вересня 2015 року наказом Львівської обласної ради Львівський медичний коледж дістав статус ВНКЗ ЛОР «Львівський інститут медсестринства та лабораторної медицини імені Андрея Крупинського». 19 серпня 2019 року «Львівський інститут медсестринства та лабораторної медицини імені Андрея Крупинського» наказом Львівської обласної ради був перейменований у Львівську медичну академію імені Андрея Крупинського[50].
- № 73 — вілла, що початково належала видавцю і журналісту Людвику Масловському, у 1840—1870-х роках — графині Марії Фредро. Перебудована у 1872 і у 1889—1890 роках. Останню перебудову здійснено за проєктом архітектора Тадеуша Мюнніха у неороманському стилі з використанням нетинькованої червоної цегли[51].
- № 77 — колишній прибутковий будинок Альфреди Залевської збудований у 1910—1911 роках за проєктом архітектора Збіґнєва Брохвіча-Левинського у стилі модернізованого класицизму[52].

### Відомі мешканці

Меморіальна таблиця О. Гаврилюку та С. Тудору

- В будинку під № 16 у 1910—1912 роках мешкав відомий польський художник єврейського походження Вільгельм Вахтель.
- В будинку під № 52 мешкав останній довоєнний президент міста Львова та майбутній Президент Польщі у вигнанні Станіслав Островський.
- В будинках під № 45-61 мешкала львівська комуністична еліта; на будинку під № 51 у 1971 році, з нагоди 50-річчя від дня народження редактора українського літературного журналу «Жовтень» Юрія Мельничука встановлено меморіальну таблицю, яка, повідомляє, що «В цьому будинку 1959—1963 рр. жив і працював український радянський письменник Ю. С. Мельничук»[44].
- В будинку під № 48 у 1901—1937 роках мешкав визначний галицький український громадський діяч, філантроп, адвокат Степан Федак (1861—1937), який у 1918 році був державним секретарем харчових справ уряду ЗУНР. Наприкінці грудня 2017 року на фасаді будинку встановлено інформаційну таблицю Степанові Федаку. Відкриття таблиці відбулося у січні 2018 року[53]. У січні 2021 року, напередодні 160-ліття від дня народження Степана Федака, яке припадає на 9 січня, вандали знищили інформаційну таблицю[54]. На цьому ж будинку 22 червня 1971 року встановлена меморіальна таблиця (скульптор В. Липовий), яка сповіщає, що «22 червня 1941 року біля цього будинку загинули від фашистської бомби українські письменники-комуністи Олександр Гаврилюк та Степан Тудор»[55]. 2016 року таблиця демонтована та перенесена до музею.
- В будинку під № 77 мешкав український архітектор Тадей Обмінський.